# VBCI
VBCI (фр. Véhicule blindé de combat d'infanterie) — французская боевая машина пехоты.
Создана фирмами Giat Industries (в настоящее время Nexter) и Renault V/I (в настоящее время Renault Trucks) для замены БМП AMX-10P, разработанной в конце 1960-х годов.
В ноябре 2000 года французское министерство обороны заключило контракт с фирмами Giat Industries и Renault V/I на изготовление 65 машин. По состоянию на июнь 2010 года объём заказов VBCI компании Nexter Systems составил 630 машин на общую сумму 2,86 млрд евро.
Двухсотая VBCI была передана сухопутным войскам Франции 23 июня 2010 года.

## Описание конструкции

### Огневая мощь
БМП оснащается одноместной башней Dragar фирмы Giat, вооружённой 25-мм пушкой GIAT M811 (25×137 мм) и спаренным 7,62-мм пулемётом.

### Защищённость
Корпус машины сварной из алюминиевой брони, оснащён подбоем и накладными сменными модулями THD стальной и титановой брони для защиты от противотанковых средств. Модули могут быть заменены в полевых условиях. Характеристики бронезащиты засекречены, однако известно, что используемое бронирование обеспечивает защиту машины кругом от 14,5-мм бронебойных пуль крупнокалиберного пулемета КПВ, от бронебойных снарядов артиллерийских систем малого калибра — стандартное требование STANAG 4569 к БМП стран НАТО, а также от кумулятивных средств ближнего боя типа РПГ-7.

## Модификации
- VBCI — боевая машина пехоты
- VPC — командно-штабная машина
- VBCI-2 — модернизация 2015 года. Включает в себя новый алюминиевый сварной корпус с увеличенной высотой, двигатель Volvo D13 мощностью 600 л. с., 40-мм автоматическую пушку 40 CTAS разработки компании CTA International (совместное предприятие Nexter и BAE Systems) с телескопическими боеприпасами. Пушка располагается в двухместной башне T40 разработки Nexter Systems, Thales и Renault Trucks Defense. Боевая масса VBCI-2 выросла до 32 тонн по сравнению с 29 тоннами VBCI. На VBCI-2 установлен тепловизионный прибор механика-водителя, а также круговая система наблюдения посредством цифровых видеокамер, данные с которых выводятся на дисплеи членов экипажа и на экран в десантном отделении. Десант состоит из шести человек, экипаж из трёх[7]

## Машины на базе
- Атом — концепт тяжёлой колёсной боевой машины пехоты, совместной разработки российского предприятия ОАО «ЦНИИ „Буревестник“» (входящего в состав ОАО «НПК „Уралвагонзавод“») и французской компании Renault Trucks Defence.

## Боевое применение
- Война в Афганистане (с 2001) — с июня 2010 года VBCI была развёрнута в Афганистане для защиты конвоев и поддержки коалиционных сил[8].
- Операция «Сервал»[3] - 1 июля 2018 года потеряны две единицы VBCI в процессе подрыва повстанцами заминированной машины рядом с французским военным конвоем. Уничтоженные два бронетранспортера VBCI, стали первыми боевыми потерями среди машин этого типа.
- Операция «Сангарис» — в рамках проводимой в ЦАР операции «Сангарис» задействовано 2000 французских военнослужащих. Операция началась 5 декабря 2013 года.

## На вооружении
Современные операторы
- Франция: 515 VBCI VCI, 107 VBCI VPC по состоянию на 2024 год[9].

Потенциальные операторы
- Катар: подписано соглашение о намерении разместить заказ на 490 бронемашин в 2018 году[10].

## Сравнения с аналогами
|                                     | БТР-3Е1          | БТР-4Е           | БТР-82А     | Boxer            | VBCI        | Patria AMV  | LAV III     | Pandur II   |
| ----------------------------------- | ---------------- | ---------------- | ----------- | ---------------- | ----------- | ----------- | ----------- | ----------- |
| Внешний вид                         |                  | [[               |             |                  |             |             |             |             |
| Год принятия на вооружение          | 2011             | 2011             | 2013        | 2011             | 2008        | 2003        | 1999        | 2007        |
| Боевая масса, т                     | 16,5             | 21,9             | 15,4        | 33,0             | 25,6        | 22,0        | 16,95       | 22,0        |
| Экипаж                              | 3                | 3                | 3           | 3                | 3           | 3           | 3           | 2           |
| Десант                              | 8                | 7                | 7           | 8                | 8           | 8           | 7           | 12          |
| Автоматическая пушка                | 1 × 30-мм        | 1 × 30-мм        | 1 × 30-мм   | —                | 1 × 25-мм   | 1 × 30-мм   | 1 × 25-мм   | 1 × 30-мм   |
| ПТРК                                | «Барьер»         | «Барьер»         | —           | —                | —           | —           | —           | «Спайк»     |
| Пулемёты                            | 1 × 7,62-мм      | 1 × 7,62-мм      | 1 × 7,62-мм | 1 × 12,7-мм      | 1 × 7,62-мм | 1 × 7,62-мм | 1 × 7,62-мм | 1 × 7,62-мм |
| Автоматический станковый гранатомёт | 1 × 30-мм АГС-17 | 1 × 30-мм АГС-17 | —           | 1 × 40-мм HK GMG | —           | —           | —           | —           |
| Мощность двигателя, л. с.           | 325              | 442              | 300         | 720              | 550         | 490         | 350         | 435         |
| Удельная мощность, л. с./т          | 19,7             | 20,2             | 19,5        | 21,8             | 21,5        | 22,3        | 20,6        | 19,8        |
| Макс. скорость, км/ч                | 100              | 110              | 100         | 100              | 100         | 100         | 100         | 105         |
| Запас хода по шоссе, км             | 600              | 690              | 600         | 1050             | 550         | 800         | 450         | 700         |
| Преодолеваемый брод, м              | плавает          | плавает          | плавает     | 1,5              | 1,2         | плавает     | 1,2         | плавает     |

|                                     | Stryker     | Фреччиа     | Лазар 2     | Pars        | Terrex           | Тип 96      | ZBL-09      | CM-32       |
| ----------------------------------- | ----------- | ----------- | ----------- | ----------- | ---------------- | ----------- | ----------- | ----------- |
| Внешний вид                         |             |             |             |             |                  |             |             |             |
| Год принятия на вооружение          | 2002        | 2009        | н/д         | 2012        | 2010             | 1996        | 2009        | н/д         |
| Боевая масса, т                     | 16,5        | 26,0        | 24,3        | 26,0        | 24,0             | 14,6        | 21,0        | 22,0        |
| Экипаж                              | 2           | 3           | 3           | 2           | 2                | 2           | 3           | 3           |
| Десант                              | 9           | 8           | 10          | 11          | 11               | 8           | 8           | 6           |
| Автоматическая пушка                | —           | 1 × 25-мм   | 1 × 30-мм   | —           | —                | —           | 1 × 30-мм   | 1 × 20-мм   |
| ПТРК                                | —           | —           | «Малютка»   | —           | —                | —           | «HJ-73»     | —           |
| Пулемёты                            | 1 × 12,7-мм | 2 × 7,62-мм | 1 × 7,62-мм | 1 × 12,7-мм | 1 × 7,62-мм      | 1 × 12,7-мм | 1 × 7,62-мм | 1 × 7,62-мм |
| Автоматический станковый гранатомёт | —           | —           | —           | —           | 1 × 40-мм CIS-40 | —           | —           | —           |
| Мощность двигателя, л. с.           | 350         | 550         | 480         | 524         | 450              | 360         | 440         | 450         |
| Удельная мощность, л. с./т          | 21,2        | 21,1        | 19,7        | 20,1        | 18,75            | 24,7        | 20,9        | 20,5        |
| Макс. скорость, км/ч                | 100         | 110         | 100         | 100         | 105              | 100         | 100         | 110         |
| Запас хода по шоссе, км             | 500         | 800         | 800         | 700         | 600              | 500         | 800         | 800         |
| Преодолеваемый брод, м              | 1,2         | 1,5         | 1,3         | плавает     | плавает          | 1,2         | плавает     | плавает     |

## Галерея

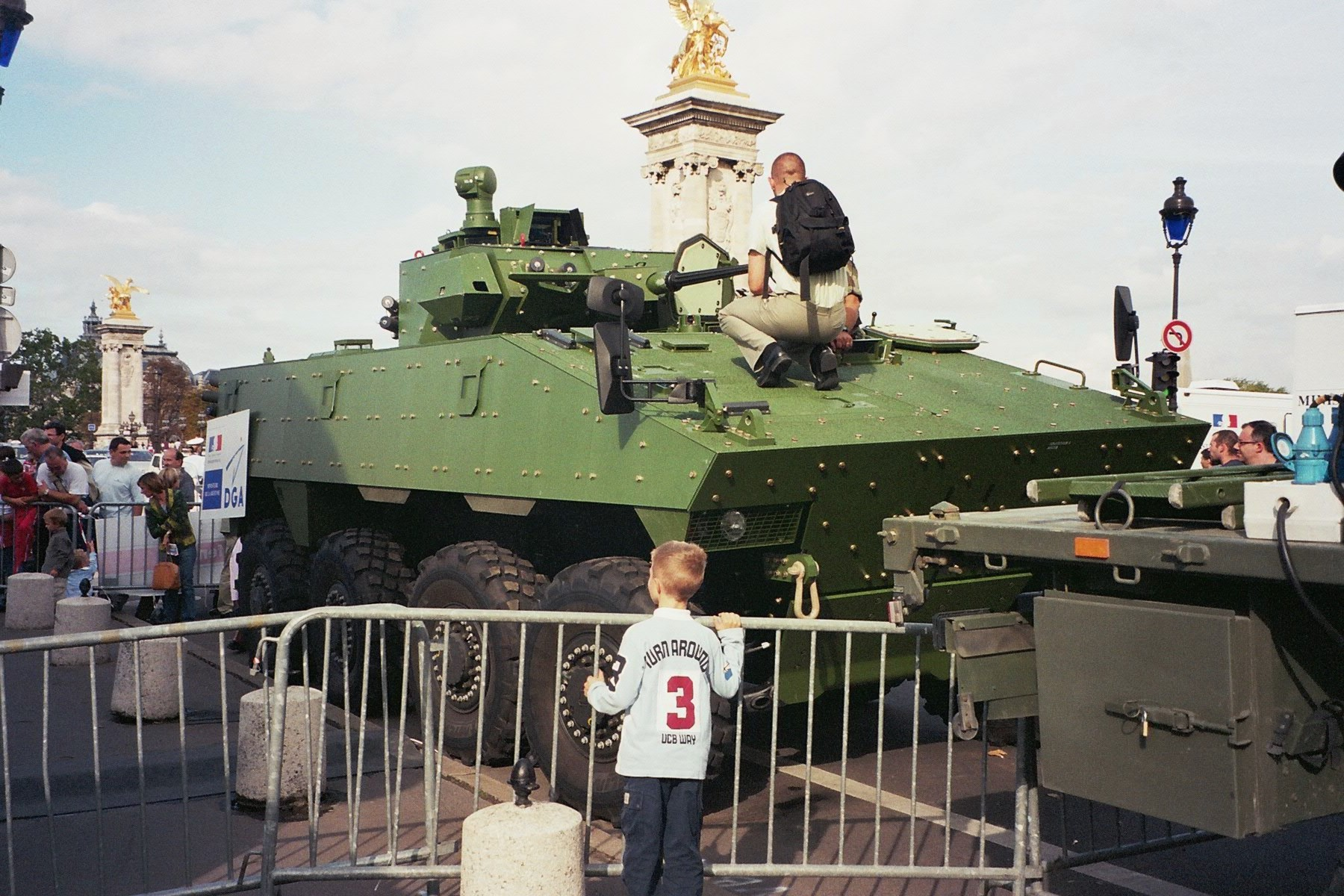
VBCI на выставке вооружения в Париже, 24—25 сентября 2005.
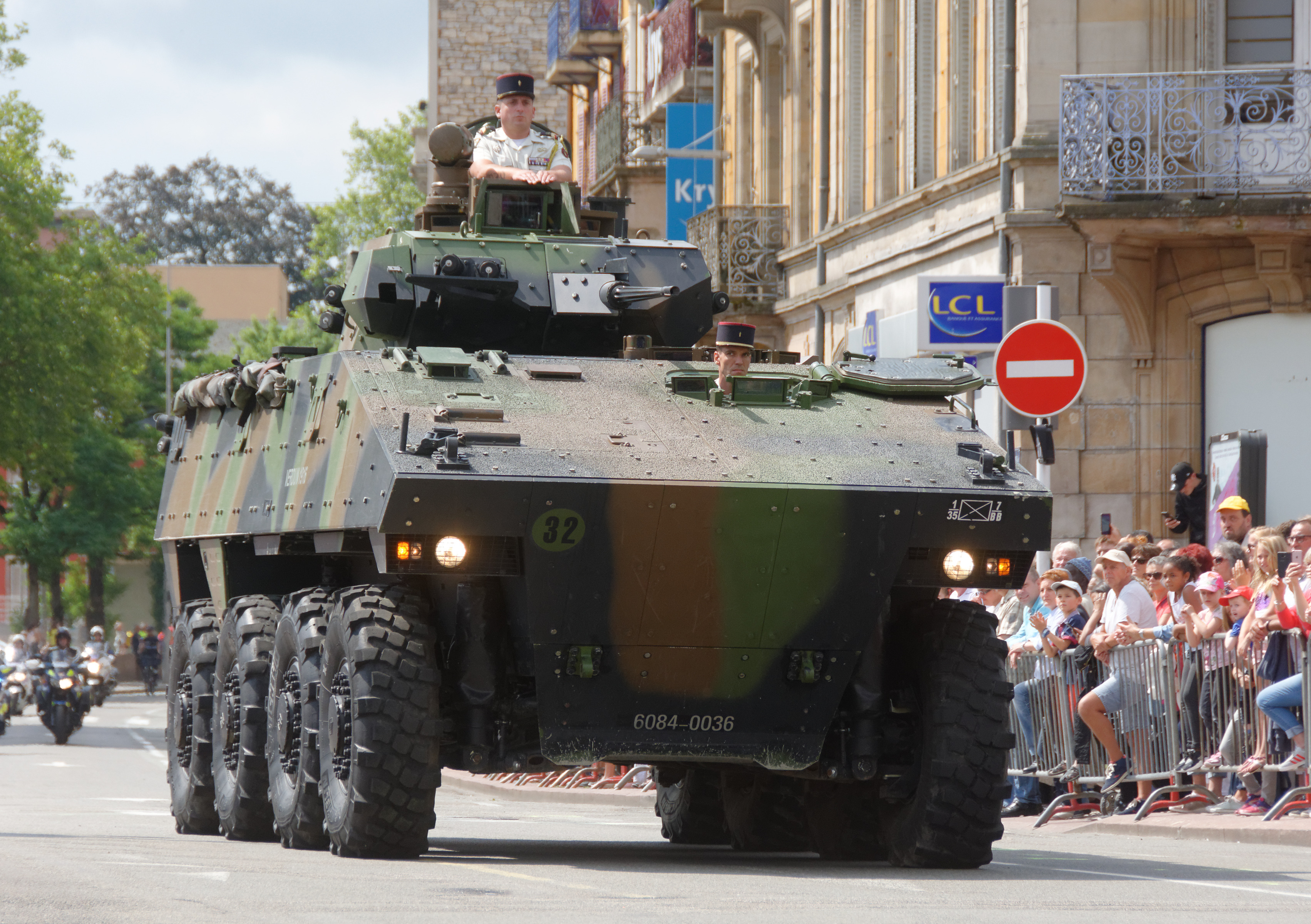
VBCI 35-го пехотного полка в Бельфоре на параде в честь Дня взятия Бастилии 14 июля 2017.
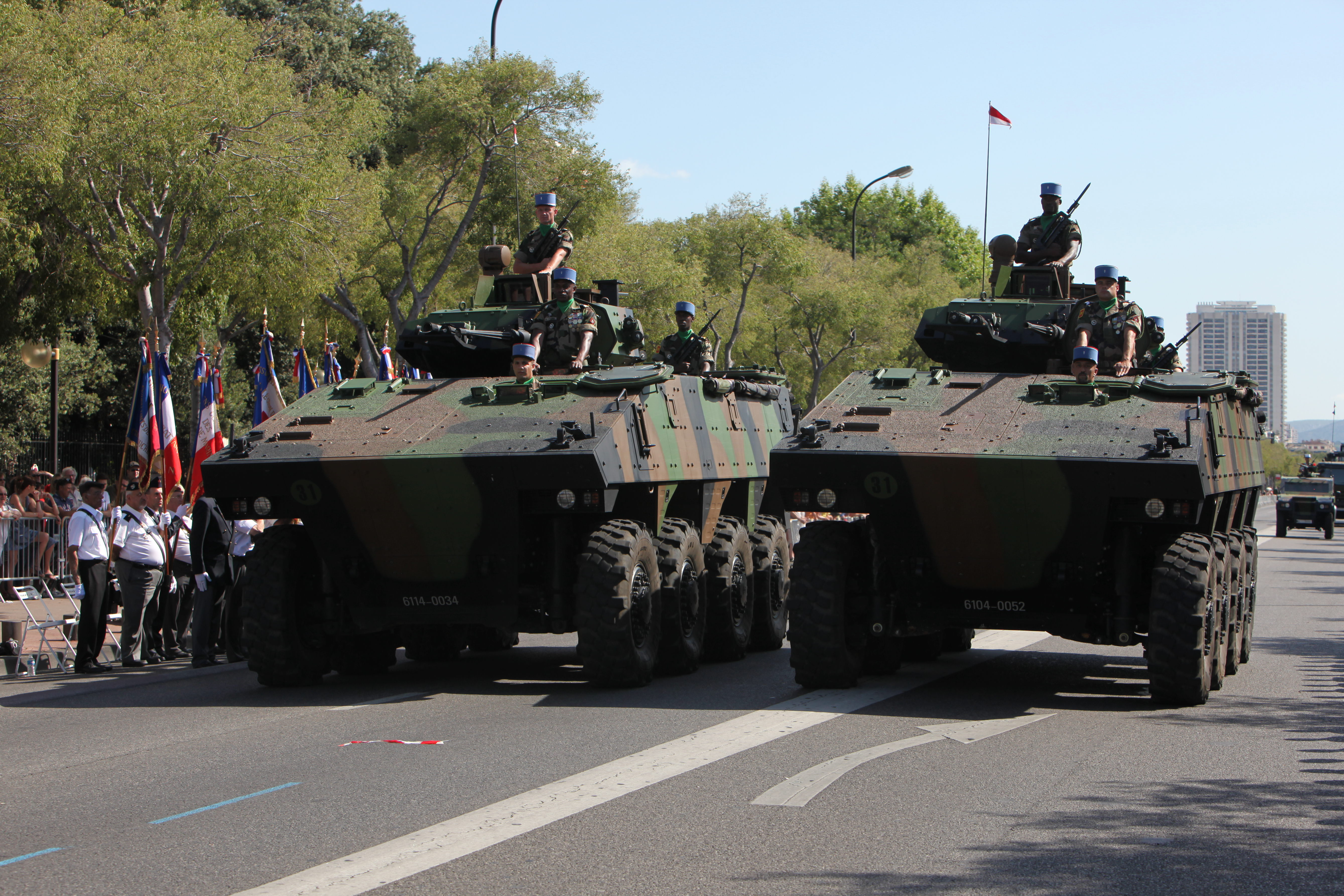
VBCI учебного 1-го Африканского шассёрского полка в Марселе на параде честь Дня взятия Бастилии 14 июля 2012.
- VBCI миротворцев ООН в Марджъуюне, 12 декабря 2011 года.